# Jérôme Boivin
Pour les articles homonymes, voir Boivin.
Jérôme Boivin, de son vrai nom Alain Boivin, est un réalisateur et scénariste français, né à Sens (Yonne), le 19 juillet 1954.
Parallèlement à son travail de réalisateur, il enseigne depuis 2010 le scénario et la mise en scène à la Femis et à l’École Louis-Lumière.

## Filmographie

### Comme réalisateur
- 1981 : Haute pression fraîcheur garantie (court-métrage de 20 minutes)
- 1982 : Café Plongeoir (court-métrage de 19 minutes)
- 1989 : Baxter
- 1992 : Confessions d'un barjo
- 1997 : Souhaitez-moi bonne chance (téléfilm)
- 1998 : La Course de l'escargot (téléfilm)
- 1999 : Stress (téléfilm)
- 2003 : Jusqu'au bout de la route (téléfilm)
- 2004 : Maigret et les 7 petites croix (téléfilm)
- 2010 : Vital désir (téléfilm)
- 2016 : UN (moyen métrage de 33 minutes)
- 2018 : Kanapé  (web série)

### Comme scénariste
- 1981 : Haute pression fraîcheur garantie de Jérôme Boivin (court-métrage de 20 minutes)
- 1982 : Café Plongeoir de Jérôme Boivin (court-métrage de 19 minutes)
- 1989 : Baxter de Jérôme Boivin
- 1992 : Confessions d'un barjo de Jérôme Boivin
- 1999 : Stress de Jérôme Boivin (téléfilm)
- 2003 : Jusqu'au bout du monde de Jérôme Boivin (téléfilm)
- 2005 : La cloche a sonné de Bruno Herbulot
- 2016 : UN (moyen métrage de 33 minutes)
- 2018 : Kanapé  (web série)